# Chã Grande
Chã Grande este un oraș în Pernambuco (PE), Brazilia.